# William E. Miller
William Edward Miller (1914-1983) est un homme politique américain, candidat républicain à la vice-présidence des États-Unis en 1964 en tant que colistier de Barry Goldwater. 

## Biographie
William Miller est né le 22 mars 1914 à Lockport dans l'État de New York. Il était de confession catholique romaine.
Diplômé de l'université Notre-Dame-du-Lac et de la faculté de droit d'Albany, il sert dans l'armée américaine durant la Seconde Guerre mondiale et participe à la procédure judiciaire contre les criminels nazis au procès de Nuremberg.
En 1948, Miller est nommé district attorney du comté de Niagara, État de New York par le gouverneur Thomas Dewey. 
De 1951 à 1965, Miller siège en tant qu'élu républicain au Congrès américain à la chambre des représentants,.
En 1964, Barry Goldwater, sénateur ultra-conservateur de l'Arizona, candidat républicain à l'élection présidentielle, en fait son colistier pour affronter le président Lyndon B. Johnson. Ils ne recueillent que 38,47 % des suffrages contre 61,05 % au ticket Johnson-Humphrey et ne remportent que 6 états.
William Miller est mort le 24 juin 1983 à Buffalo dans l'État de New York. 
Sa fille, Stéphanie Miller, engagée à gauche, anime des talk show à la radio.